# Дезипрамин
Дезипрамин (Desipramine, действующее вещество: N-(3-метиламинопропил)-иминодибензил) — лекарственное средство из группы антидепрессантов.
Химически является деметилированным аналогом имипрамина. В организме образуется как естественный его метаболит. Обладает антидепрессивными свойствами. По механизму действия, показаниям к применению и терапевтическому эффекту близок к имипрамину.
Побочные явления и противопоказания такие же, как для имипрамина и амитриптилина. Может (хотя и в меньшей степени, чем имипрамин) обострять продуктивную психотическую симптоматику.
В России изъят из оборота лекарственных средств.

## Показания
Используется главным образом для лечения депрессии. Он также может быть полезен для лечения симптомов синдрома дефицита внимания и гиперактивности (СДВГ). При СДВГ дезипрамин может быть эффективен в низких дозах (10—25 мг 4 раза в день), однако он действует медленнее, чем психостимуляторы. Эффект дезипрамина развивается только после нескольких недель приёма, а затем уменьшается по прошествии некоторого времени.

## Побочные эффекты
- Инверсия аффекта (развитие мании или гипомании), ажитация, обострение параноидной, фобической, обсессивной симптоматики.
- Холинолитические побочные действия.
- Нарушение сердечной проводимости, тахикардия, снижение артериального давления.
- Антихолинергический синдром[6].
- Аллергические реакции (редко).
- Повышение массы тела (редко).
- Стоматит (редко).
- Холестатическая желтуха (редко).

## Взаимодействия
Препарат не сочетается с обратимыми и необратимыми ИМАО, резерпином. Не рекомендуется применять вместе с флуоксетином, флувоксамином, пароксетином. Повышает концентрацию антидепрессантов СИОЗС.